# Botia

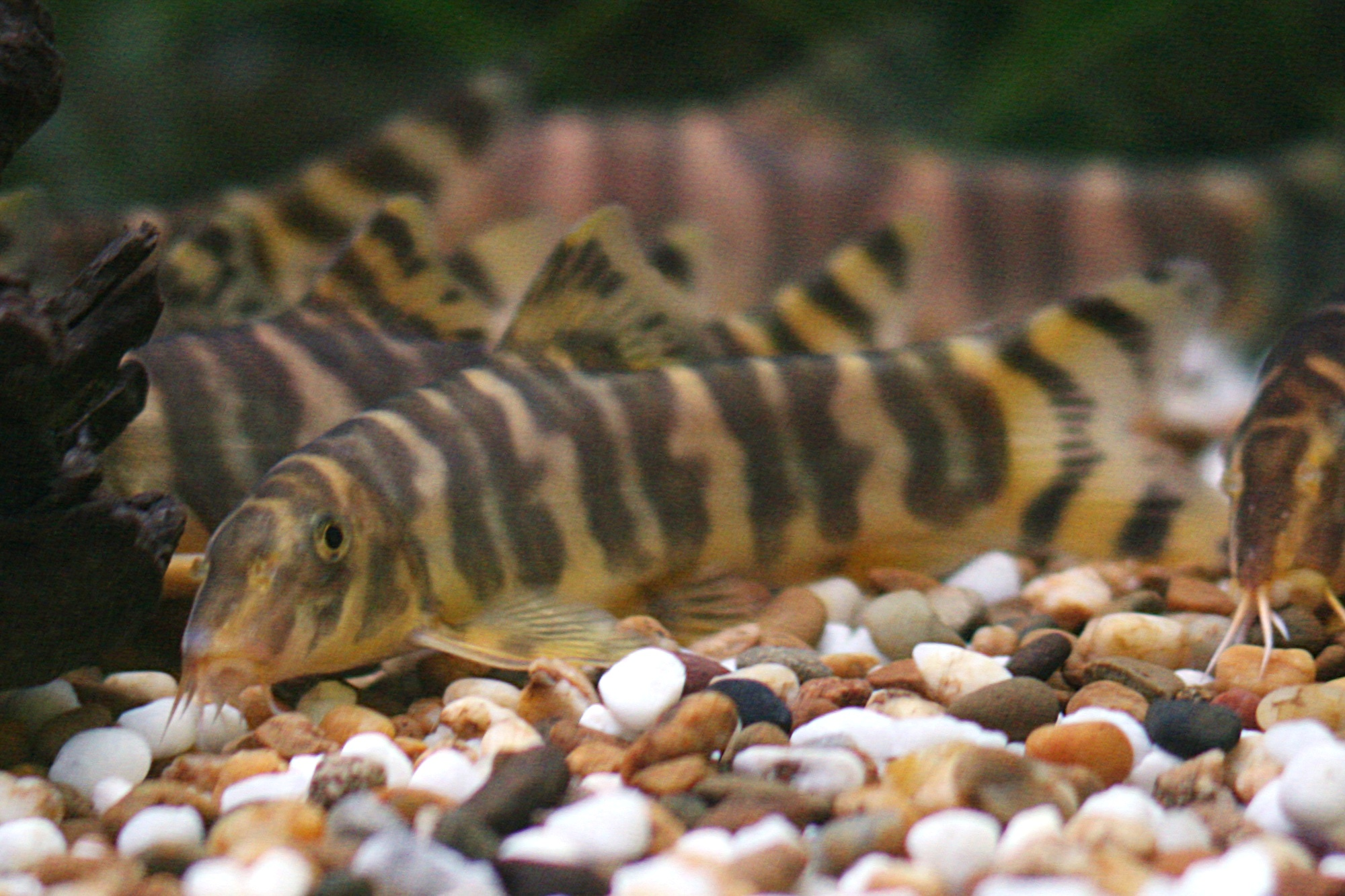
Botia udomritthiruji

Botia ist eine Gattung der Prachtschmerlen (Botiidae). Die Fische leben in Fließgewässern auf dem Indischen Subkontinent und in Myanmar.

## Merkmale
Botia-Arten sind, im Vergleich zu anderen Schmerlen, hochrückig, ihr Körper ist seitlich stark abgeflacht. Die Färbung ist ein Muster von senkrechten Streifen in hellen und dunklen Brauntönen. Ihr Suborbitaldorn liegt vor oder unter dem Auge, ist zweispitzig und kann aufgerichtet werden. Kopf und Wangen sind schuppenlos, am Maul sitzen drei bis vier Paar Barteln. Botia-Arten werden acht bis zwanzig Zentimeter lang. Sie können knackende Laute erzeugen, mit denen sie wahrscheinlich einen Revieranspruch bekunden.

## Arten
Ursprünglich wurden ca. 30 Arten zur Gattung Botia gezählt. Nach der Ausgliederung der neuen Gattungen Chromobotia, Syncrossus und Yasuhikotakia gehören heute noch zehn Arten zu Botia:
- Netzschmerle (Botia almorhae Gray, 1831)
- Botia birdi Chaudhuri, 1909
- Grüne Bänderschmerle (Botia dario (Hamilton, 1822))
- Botia dayi Hora, 1932
- Zebrastreifenschmerle (Botia histrionica Blyth, 1860)
- Sternchenschmerle (Botia kubotai Kottelat, 2004)
- Botia lohachata Chaudhuri, 1912
- Leiterschmerle (Botia rostrata Günther, 1868)
- Zebra-Prachtschmerle (Botia striata  Narayan Rao, 1920)
- Kaiser-Prachtschmerle (Botia udomritthiruji Ng, 2007)